# Jarosław Kraszewski
Jarosław Wacław Kraszewski (ur. 5 czerwca 1968 w Kutnie) – generał brygady Wojska Polskiego, doktor nauk wojskowych.

## Życiorys
Urodził się 5 czerwca 1968 w Kutnie. W latach 1988–1992 był podchorążym Wyższej Szkoły Oficerskiej Wojsk Rakietowych i Artylerii w Toruniu, którą ukończył jako Vice Prymus, zdobywając jednocześnie tytuł „Mistrza Ognia Artylerii”. W latach 1992–1998 pełnił służbę w 23 Brygadzie Artylerii Armat w Zgorzelcu, na stanowiskach od dowódcy plutonu do dowódcy dywizjonu artylerii samobieżnej. W 2000, po ukończeniu podyplomowych studiów dowódczych w Akademii Obrony Narodowej w Rembertowie, został przeniesiony do Dowództwa Wojsk Lądowych w Warszawie. W latach 2002–2003 studiował Akademii Dowódczo-Sztabowej Armii Stanów Zjednoczonych. W latach 2004–2005 pełnił obowiązki szefa Wydziału G-3 Sztabu Wielonarodowej Dywizji Centrum-Południe w Iraku. W latach 2007–2009 pełnił służbę w Biurze Bezpieczeństwa Narodowego.
W latach 2010–2011 dowodził 23 Śląską Brygadą Artylerii w Bolesławcu. W 2011 uzyskał stopień doktora nauk wojskowych na Akademii Obrony Narodowej.  
Następnie po ukończeniu tzw. studiów generalskich dowodził Wielonarodową Brygadą (LITPOLUKRBIG) w Lublinie. Od 18 marca 2013 do 10 grudnia 2015 pełnił obowiązki szefa Wojsk Rakietowych i Artylerii Wojsk Lądowych, najpierw w Dowództwie Wojsk Lądowych, a później w DG RSZ. 
16 listopada 2015 został wyznaczony na stanowisko dyrektora Departamentu Zwierzchnictwa nad Siłami Zbrojnymi w Biurze Bezpieczeństwa Narodowego. 29 lutego 2016 prezydent RP Andrzej Duda, na wniosek Ministra Obrony Narodowej Antoniego Macierewicza, mianował go z dniem 1 marca 2016 na stopień generała brygady.
1 lipca 2019 roku odszedł na własną prośbę z BBN i przeszedł na emeryturę.
Po przejściu na emeryturę pozostał aktywny zawodowo i w 2023 został prezesem Grupy Niewiadów SA.
W 2024 roku ukazała się książka w formie wywiadu z generałem, pt. "Wojna okiem generała" autorstwa dziennikarza Krzysztofa Pyzi.

## Nagrody i odznaczenia
- Srebrny Krzyż Zasługi
- Brązowy Krzyż Zasługi – 2007[7]
- Gwiazda Iraku
- Srebrny Medal „Za zasługi dla obronności kraju”
- Złoty Medal „Za zasługi dla obronności kraju”
- Odznaka Honorowa Wojsk Lądowych
- Odznaka pamiątkowa 23 ŚBA
- Odznaka pamiątkowa DG RSZ
- Odznaka absolwenta Podyplomowych Studiów Polityki Obronnej AON
- Medal XXX-lecia Związku Żołnierzy Wojska Polskiego
- Medal za Zasługi dla Związku Oficerów Rezerwy RP
- Medal Pamiątkowy Wielonarodowej Dywizji Centrum-Południe w Iraku
- Army Commendation Medal – Stany Zjednoczone
- Lex et Patria (2010)[1]
- Krzyż Oficerski Orderu „Za zasługi dla Litwy”[8]